# Schlosser Imre
Schlosser Imre (Budapest, 1889. október 11. – Budapest XII., 1959. július 18.) magyar válogatott labdarúgó, edző, játékvezető. Korának egyik legnagyobb futballcsillaga, a magyar labdarúgás első Európa-szerte elismert klasszisa. 13-szoros magyar bajnok és 7-szeres bajnoki gólkirály. Mindkettő a mai napig magyar csúcs. Legendásan görbe lábú játékos volt. Népszerűségére jellemző, hogy játéka sok fiatalnak szolgált mintául és indított el a labdarúgás felé. Fritz Alajos, az FTC kapusa a sógora volt. Fia Solymosi Norbert, labdarúgókapus és válogatott kosárlabdázó volt. Életében 800 mérkőzésen lépett pályára, és 1016 gólt szerzett, mérkőzésenkénti gólátlaga 1,27 volt.

## Családja

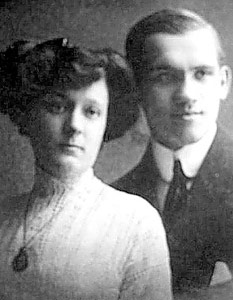
Schlosser Imre és felesége Fritz Erzsébet (Elza)

Schlosser János (1860–1942) és Kettner Mária gyermekeként született. Két bátyja volt, János (1881–1943) és József, illetve egy húga, Irma. Bátyjai az FTC tagjai voltak. 1912-ben vette feleségül Fritz Erzsébetet, Elzát, aki csapattartása, Fritz Alajos húga volt. Két fiuk született, Imre és Norbert. Az 1930-as évek végén családnevét Solymosira változtatta. Kisebbik fia, Solymosi Norbert (1920–1980) labdarúgókapus és válogatott kosárlabdázó volt.

## Pályafutása

### A Ferencvárosban
Schlosser mindkét bátyja az FTC tagja volt és ők hívták fel Malaky Mihály figyelmét testvérükre, aki 1905-ben szerződtette őt. Az első csapatban 17 évesen mutatkozott be 1906. február 25-én a Postás ellen (0-1), de játéka még nem volt megfelelő, ezért 3 hónapra visszakerült a második csapatba erősödni. Ősztől már ismét az első csapatban szerepelt és már a tehetségének megfelelő játékot mutatott, így hamarosan stabil csapattaggá vált. Schlosser 1915-ig nyolc idényt játszott a Fradiban, ebből hatszor bajnokok lettek, illetve zsinórban hatszor gólkirály lett. Miután a vezetőseggel összekülönbözött, a nagy rivális MTK-hoz szerződött.

### Az MTK-ban
1916 őszén, az I. világháború idején, két nem hivatalos bajnokság után ismét újraindult a nemzeti bajnokság. Schlosser hat szezonban játszott a Hungária körúton és mindannyiszor bajnokok lettek, a legelső idényben hetedszer is gólkirály lett.

### Külföldön
1922-ben profi tréner lett. Először a Magyar Atlétikai Klub (MAK) szerződtette, majd 1923–1924-ben a svéd FC Kamraterna (Norrköping) csapatánál vállalt edzői állást. Ezt követően egy idényt a lengyel Wisla Kraków-nál trénerkedett, szerény eredményekkel. 1925-1926-ban a bécsi Wiener AC játékos-edzője lett.

### Ismét a Ferencvárosban
1926 őszén visszatért az Üllői útra és bajnokcsapat tagjaként búcsúzott a válogatottól. Ezt követően 1927-ben a Budai 33-akhoz igazolt, majd 1928-ban a Pesterzsébet II. ligában szereplő játékosa lett. 1928-ban jelentette be visszavonulását, ebből az alkalomból 1928. júniusban jutalomjátékot szerveztek számára, amelyen a II. Liga csapatával legyőzték az I. Liga csapatát. Visszavonulása után különböző csapatokban néhány mérkőzés erejéig többször visszatért, például 1932-ben a II. ligás Budafok trénereként néhány mérkőzésen a csapatban is játszott.
| „                | Titokban sok könnyet hullattam az elhagyott zöld-fehér színekért., melynek még ma is változatlanul híve vagyok és az is maradok. Könnyen meg lehet ezt érteni, hiszen az igazi klubszellemet ott szívtam magamba és az FTC-ből lendült futballkarrierem a magasba. Mindig igazi örömet éreztem, mikor a zöld-fehér sávos trikót magamon feszülni éreztem | ” |
| – Schlosser Imre | |   |

Labdarúgó-játékvezetőként („szövetségi bíróként”) első mérkőzését 1930. augusztus 27-én vezette, amely Hajdu Andor jutalomjátéka volt a II. liga válogatottja és a Ferencváros csapatai között.

### A válogatottban
1906 őszén, 17 évesen lett a válogatott tagja. Az akkori szövetségi kapitány, Hajós Alfréd hívta meg a keretbe.
1927-ig 68 alkalommal szerepelt a nemzeti tizenegyben és 58 gólt szerzett. Szintén rekord, hogy válogatott pályafutása 21 évet ölel fel.
1955. október 16-án a 100. magyar-osztrák mérkőzésen az ő vezetésével vonultak ki a csapatok, és a kezdőrúgást is ő végezte el a Népstadionban, 104 000 néző előtt.

## Sikerei, díjai
- Magyar bajnok: 13 alkalommal

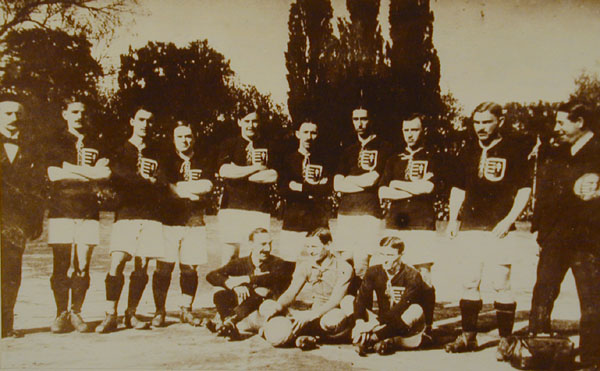
1918. május 3. Ausztria-Magyarország 2:0 (Balról: Hogan edző, Zsák, Konrád II, Kertész II, Szabó, Feldmann, Orth, Schlosser, Nemes, Ging, Fogl II, Schaffer)

  - Ferencváros (7): 1906–07, 1908–09, 1909–10, 1910–11, 1911–12, 1912–13, 1926–27
  - MTK (6): 1916–17, 1917–18, 1918–19, 1919–20, 1920–21, 1921–22
- Magyar kupa-győztes: 2 alkalommal
  - Ferencváros: 1913, 1927
- Auguszta Serleg-győztes: 1914
- Challenge kupa-győztes: 1909
- Ezüstlabda-győztes: 1906, 1908, 1909
- Magyar bajnoki gólkirály: 7 alkalommal
  - Ferencváros (6):
    - 1908-1909: 30 gól/15 mérkőzés=2,0-s átlag
    - 1909-1910: 18 gól/16 mérkőzés=1,125-ös átlag
    - 1910-1911: 38 gól/18 mérkőzés=2,11-es átlag
    - 1911-1912: 34 gól/17 mérkőzés=2,0-s átlag
    - 1912-1913: 33 gól/16 mérkőzés=2,06-os átlag
    - 1913-1914: 21 gól/13 mérkőzés=1,615-ös átlag

  - MTK (1):
    - 1916-1917: 38 gól/16 mérkőzés=2,375-ös átlag! Magyar bajnoki csúcs
- A stockholmi olimpia résztvevője. A vigaszág győztese (5. hely)
- Az év labdarúgója: 1911/1912
- Az FTC örökös bajnoka: 1974
- Európai gólkirály: 1911, 1912, 1913, 1914

## Személyes rekordok
- 13-szoros magyar bajnok
- 7-szeres bajnoki gólkirály
- 1906 és 1927 között 21 éven át tagja a magyar válogatottnak
- A világ 6. legjobb elsőosztályú bajnoki góllövője (318 elsőosztályú bajnoki mérkőzésén 417 gólt szerzett) [21]

## Statisztika

### Mérkőzései a válogatottban
| Magyarország | Magyarország       | Magyarország                      | Magyarország   | Magyarország | Magyarország      | Magyarország         | Magyarország | Magyarország                      |
| #            | Dátum              | Helyszín                          | Hazai          | Eredmény     | Vendég            | Kiírás               | Gólok        | Esemény                           |
| ------------ | ------------------ | --------------------------------- | -------------- | ------------ | ----------------- | -------------------- | ------------ | --------------------------------- |
| 1.           | 1906. október 7.   | Prága, Slavia-stadion             | Csehország     | 4 – 4        | Magyarország      | barátságos           | -            |                                   |
| 2.           | 1906. november 4.  | Budapest, Millenáris-pálya        | Magyarország   | 3 – 1        | Ausztria          | barátságos           | 1            | 54'                               |
| 3.           | 1907. április 7.   | Budapest, Millenáris-pálya        | Magyarország   | 5 – 2        | Csehország        | barátságos           | -            |                                   |
| 4.           | 1907. május 5.     | Bécs, Rapid-pálya                 | Ausztria       | 3 – 1        | Magyarország      | barátságos           | -            |                                   |
| 5.           | 1907. október 6.   | Prága, Slavia-stadion             | Csehország     | 5 – 3        | Magyarország      | barátságos           | -            |                                   |
| 6.           | 1907. november 3.  | Budapest, Millenáris-pálya        | Magyarország   | 4 – 1        | Ausztria          | barátságos           | -            |                                   |
| 7.           | 1908. április 5.   | Budapest, Millenáris-pálya        | Magyarország   | 5 – 2        | Csehország        | barátságos           | 2            | 20' 73'                           |
| 8.           | 1908. május 3.     | Bécs, Hohe Warte                  | Ausztria       | 4 – 0        | Magyarország      | barátságos           | -            |                                   |
| 9.           | 1908. június 10.   | Budapest, Millenáris-pálya        | Magyarország   | 0 – 7        | Anglia            | barátságos           | -            |                                   |
| 10.          | 1908. november 1.  | Budapest, Millenáris-pálya        | Magyarország   | 5 – 3        | Ausztria          | barátságos           | 1            | 44'                               |
| 11.          | 1909. április 4.   | Budapest, Millenáris-pálya        | Magyarország   | 3 – 3        | Németország       | barátságos           | 1            | 29'                               |
| 12.          | 1909. május 2.     | Bécs, Cricketer-pálya             | Ausztria       | 3 – 4        | Magyarország      | barátságos           | 3            | 35' 54' (11-esből) 73' (11-esből) |
| 13.          | 1909. május 30.    | Budapest, Millenáris-pálya        | Magyarország   | 1 – 1        | Ausztria          | barátságos           | -            |                                   |
| 14.          | 1909. május 31.    | Budapest, Millenáris-pálya        | Magyarország   | 2 – 8        | Anglia            | barátságos           | 1            | 47'                               |
| 15.          | 1909. november 7.  | Budapest, Millenáris-pálya        | Magyarország   | 2 – 2        | Ausztria          | barátságos           | 2            | 6' 48'                            |
| 16.          | 1910. május 1.     | Bécs, Hohe Warte                  | Ausztria       | 2 – 1        | Magyarország      | barátságos           | -            |                                   |
| 17.          | 1910. május 26.    | Budapest, Millenáris-pálya        | Magyarország   | 6 – 1        | Olaszország       | barátságos           | 2            | 28' 48'                           |
| 18.          | 1910. november 6.  | Budapest, Millenáris-pálya        | Magyarország   | 3 – 0        | Ausztria          | barátságos           | -            |                                   |
| 19.          | 1911. január 1.    | Párizs, Stade du CAP              | Franciaország  | 0 – 3        | Magyarország      | barátságos           | 3            | 10' 31' 84'                       |
| 20.          | 1911. január 6.    | Milánó, Stadio Civico Arena       | Olaszország    | 0 – 1        | Magyarország      | barátságos           | 1            | 22'                               |
| 21.          | 1911. január 8.    | Zürich                            | Svájc          | 2 – 0        | Magyarország      | barátságos           | -            |                                   |
| 22.          | 1911. május 7.     | Bécs, Hohe Warte                  | Ausztria       | 3 – 1        | Magyarország      | barátságos           | -            |                                   |
| 23.          | 1911. október 29.  | Budapest, Millenáris-pálya        | Magyarország   | 9 – 0        | Svájc             | barátságos           | 6            | 18' 56' 62' 79' 83' 85'           |
| 24.          | 1911. november 5.  | Budapest, Üllői úti pálya         | Magyarország   | 2 – 0        | Ausztria          | Wagner-serleg        | -            |                                   |
| 25.          | 1911. december 17. | München, MTV '79-Platz            | Németország    | 1 – 4        | Magyarország      | barátságos           | 2            | 42' 74'                           |
| 26.          | 1912. április 14.  | Budapest, Üllői úti pálya         | Magyarország   | 4 – 4        | Németország       | barátságos           | 1            | 9'                                |
| 27.          | 1912. május 5.     | Bécs, Hohe Warte                  | Ausztria       | 1 – 1        | Magyarország      | Wagner-serleg        | -            |                                   |
| 28.          | 1912. június 20.   | Göteborg, Valhalla                | Svédország     | 2 – 2        | Magyarország      | barátságos           | -            |                                   |
| 29.          | 1912. június 23.   | Kristiania, Gamle Frogner-stadion | Norvégia       | 0 – 6        | Magyarország      | barátságos           | 2            | 10' 89'                           |
| 30.          | 1912. június 30.   | Stockholm, Olimpiai Stadion (SWE) | Nagy-Britannia | 7 – 0        | Magyarország      | olimpiai negyeddöntő | -            |                                   |
| 31.          | 1912. július 3.    | Stockholm, Råsunda (SWE)          | Magyarország   | 3 – 1        | Németország       | olimpiai vigaszág    | 3            | 4' 40' 82'                        |
| 32.          | 1912. július 5.    | Stockholm, Råsunda (SWE)          | Magyarország   | 3 – 0        | Ausztria          | olimpiai 5. helyért  | 1            | 32'                               |
| 33.          | 1912. július 12.   | Moszkva, SZKSZ-stadion            | Oroszország    | 0 – 9        | Magyarország      | barátságos           | 2            | 40' 58'                           |
| 34.          | 1912. július 14.   | Moszkva, SZKSZ-stadion            | Oroszország    | 0 – 12       | Magyarország      | barátságos           | 5            | 39' 50' 69' 71' 80'               |
| 35.          | 1912. november 3.  | Budapest, Üllői úti pálya         | Magyarország   | 4 – 0        | Ausztria          | Wagner-serleg        | 2            | 21' 80'                           |
| 36.          | 1913. április 27.  | Bécs, WAC-Platz                   | Ausztria       | 1 – 4        | Magyarország      | Wagner-serleg        | -            |                                   |
| 37.          | 1913. május 18.    | Budapest, Üllői úti pálya         | Magyarország   | 2 – 0        | Svédország        | barátságos           | 1            | 89'                               |
| 38.          | 1913. október 26.  | Budapest, Hungária körúti pálya   | Magyarország   | 4 – 3        | Ausztria          | Wagner-serleg        | -            |                                   |
| 39.          | 1914. május 31.    | Budapest, Üllői úti pálya         | Magyarország   | 5 – 1        | Franciaország     | barátságos           | -            |                                   |
| 40.          | 1914. június 19.   | Stockholm, Råsunda                | Svédország     | 1 – 5        | Magyarország      | barátságos           | 1            | 87'                               |
| 41.          | 1914. június 21.   | Stockholm, Råsunda                | Svédország     | 1 – 1        | Magyarország      | barátságos           | 1            | 30'                               |
| 42.          | 1914. október 4.   | Budapest, Üllői úti pálya         | Magyarország   | 2 – 2        | Ausztria          | barátságos           | 1            | 72'                               |
| 43.          | 1914. november 8.  | Bécs, WAC-Platz                   | Ausztria       | 1 – 2        | Magyarország      | barátságos           | -            |                                   |
| 44.          | 1915. május 2.     | Budapest, Hungária körúti pálya   | Magyarország   | 2 – 5        | Ausztria          | barátságos           | -            |                                   |
| 45.          | 1915. május 30.    | Bécs, WAC-Platz                   | Ausztria       | 1 – 2        | Magyarország      | barátságos           | 1            | 5'                                |
| 46.          | 1915. október 3.   | Bécs, WAC-Platz                   | Ausztria       | 4 – 2        | Magyarország      | barátságos           | 1            | 14'                               |
| 47.          | 1915. november 7.  | Budapest, Üllői úti pálya         | Magyarország   | 6 – 2        | Ausztria          | barátságos           | -            |                                   |
| 48.          | 1916. június 4.    | Budapest, Hungária körúti pálya   | Magyarország   | 2 – 1        | Ausztria          | barátságos           | 1            | 25'                               |
| 49.          | 1916. október 1.   | Budapest, Üllői úti pálya         | Magyarország   | 2 – 3        | Ausztria          | barátságos           | -            |                                   |
| 50.          | 1916. november 5.  | Bécs, WAC-Platz                   | Ausztria       | 3 – 3        | Magyarország      | barátságos           | 1            | 33'                               |
| 51.          | 1917. május 6.     | Bécs, WAC-Platz                   | Ausztria       | 1 – 1        | Magyarország      | barátságos           | 1            | 18'                               |
| 52.          | 1917. június 3.    | Budapest, Hungária körúti pálya   | Magyarország   | 6 – 2        | Ausztria          | barátságos           | 2            | 40' 45'                           |
| 53.          | 1917. július 15.   | Bécs, WAC-Platz                   | Ausztria       | 1 – 4        | Magyarország      | barátságos           | 1            | 55'                               |
| 54.          | 1917. október 7.   | Budapest, Üllői úti pálya         | Magyarország   | 2 – 1        | Ausztria          | barátságos           | -            |                                   |
| 55.          | 1917. november 4.  | Bécs, WAC-Platz                   | Ausztria       | 1 – 2        | Magyarország      | barátságos           | -            |                                   |
| 56.          | 1918. április 14.  | Budapest, Hungária körúti pálya   | Magyarország   | 2 – 0        | Ausztria          | barátságos           | 1            | 26'                               |
| 57.          | 1918. május 12.    | Budapest, Hungária körúti pálya   | Magyarország   | 2 – 1        | Svájc             | barátságos           | 1            | 77'                               |
| 58.          | 1918. június 2.    | Bécs, WAC-Platz                   | Ausztria       | 0 – 2        | Magyarország      | barátságos           | 1            | 70'                               |
| 59.          | 1918. október 6.   | Bécs, WAC-Platz                   | Ausztria       | 0 – 3        | Magyarország      | barátságos           | -            |                                   |
| 60.          | 1919. november 9.  | Budapest, Hungária körúti pálya   | Magyarország   | 3 – 2        | Ausztria          | barátságos           | -            |                                   |
| 61.          | 1920. október 24.  | Berlin, Deutsches Stadion         | Németország    | 1 – 0        | Magyarország      | barátságos           | -            |                                   |
| 62.          | 1921. április 24.  | Bécs, Simmering-pálya             | Ausztria       | 4 – 1        | Magyarország      | barátságos           | -            |                                   |
| 63.          | 1921. június 5.    | Budapest, Hungária körúti pálya   | Magyarország   | 3 – 0        | Németország       | barátságos           | 1            | 10'                               |
|              | 1921. június 26.   | Budapest, Üllői úti pálya         | Magyarország   | 3 – 0        | Dél-Németország   | barátságos           | -            |                                   |
|              | 1921. október 23.  | Budapest, Hungária körúti pálya   | Magyarország   | 3 – 2        | Közép-Németország | barátságos           | -            |                                   |
| 64.          | 1921. november 6.  | Budapest, Üllői úti pálya         | Magyarország   | 4 – 2        | Svédország        | barátságos           | 1            | 72'                               |
| 65.          | 1921. december 18. | Budapest, Hungária körúti pálya   | Magyarország   | 1 – 0        | Lengyelország     | barátságos           | -            |                                   |
| 66.          | 1926. június 6.    | Budapest, Üllői úti pálya         | Magyarország   | 2 – 1        | Csehszlovákia     | barátságos           | -            |                                   |
| 67.          | 1926. november 14. | Budapest, Üllői úti pálya         | Magyarország   | 3 – 1        | Svédország        | barátságos           | -            |                                   |
| 68.          | 1927. április 10.  | Bécs, Hohe Warte                  | Ausztria       | 6 – 0        | Magyarország      | barátságos           | -            |                                   |
|              | Összesen           |                                   |                | 68           | mérkőzés          |                      | 58           | gól                               |

## Kötetei
- A modern futball. Rex "Slózi" portréjával; Athenaeum, Bp., 1925 (Az Athenaeum sportkönyvtára 1. Futballsorozat)[22][23]
- Schlosser Imre és a magyar futball 35 esztendeje. A 75-szörös magyar válogatott játékos visszaemlékezései; Fővárosi Irodalmi Vállalat, Bp., 1934
- Fél évszázad a futballpályán. 1906–1956; sajtó alá rend. Szücs László, ill. Sajdik Ferenc; Sport, Bp., 1957

## Források

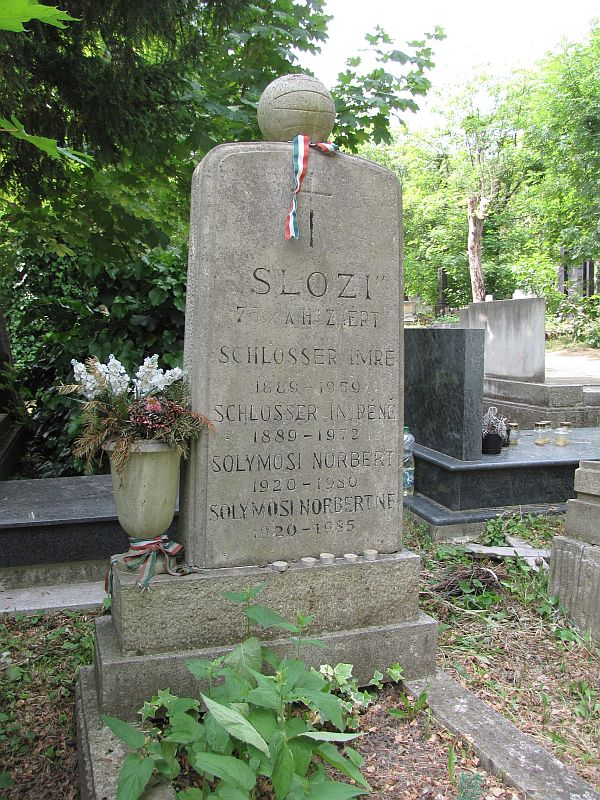
Schlosser Imre sírja Budapesten. Farkasréti temető: 8/2-1-218.